# Tagana-an
Tagana-an is een gemeente in de Filipijnse provincie Surigao del Norte op het eiland Mindanao. Bij de laatste census in 2007 had de gemeente ruim 14 duizend inwoners.

## Geografie

### Bestuurlijke indeling
Tagana-an is onderverdeeld in de volgende 14 barangays:
| - Aurora - Azucena - Banban - Cawilan - Fabio - Himamaug - Laurel | - Lower Libas - Opong - Patino - Sampaguita - Talavera - Union - Upper Libas |

## Demografie
Tagana-an had bij de census van 2007 een inwoneraantal van 14.199 mensen. Dit zijn 1.355 mensen (10,5%) meer dan bij de vorige census van 2000. De gemiddelde jaarlijkse groei komt daarmee uit op 1,39%, hetgeen lager is dan het landelijk jaarlijks gemiddelde over deze periode (2,04%). Vergeleken met de census van 1995 is het aantal mensen met 2.040 (16,8%) toegenomen.

De bevolkingsdichtheid van Tagana-an was ten tijde van de laatste census, met 14.199 inwoners op 77,29 km², 157,3 mensen per km².